# Avatha stigmata
Avatha stigmata är en fjärilsart som beskrevs av Moore 1877. Avatha stigmata ingår i släktet Avatha och familjen nattflyn. Inga underarter finns listade i Catalogue of Life.